# Curel (Alpes de Alta Provenza)
 Curel  es una población y comuna francesa, situada en la región de Provenza-Alpes-Costa Azul, departamento de Alpes de Alta Provenza, en el distrito de Forcalquier y cantón de Noyers-sur-Jabron.

## Demografía
| 50 | 38 | 31 | 28 | 37 | 57 |
| Para los censos de 1962 a 1999 la población legal corresponde a la población sin duplicidades (Fuente: INSEE [Consultar]) |    |    |    |    |    |